# Westphalia (Indiana)
Westphalia – jednostka osadnicza w Stanach Zjednoczonych, w stanie Indiana, w hrabstwie Knox.